# Enicospilus odax
Enicospilus odax là một loài tò vò trong họ Ichneumonidae.